# Audace (fumetto)
Audace è stata una serie a fumetti pubblicata in Italia dalle Edizioni Audace negli anni quaranta e incentrata sul personaggio di Furio Almirante.

## Storia editoriale
La serie venne edita in albi di grande formato (24,5 x 34 cm) per riproporre inizialmente le storie a fumetti del personaggio di Furio Almirante scritte da Gian Luigi Bonelli e disegnate principalmente da Vittorio Cossio e che erano state pubblicate su altre testate. Le storie inedite iniziarono a essere pubblicate dal n. 44 e, dal n. 68, il personaggio venne rinominato Furio Mascherato.
Una seconda serie esordì il mese successivo alla chiusura della prima, edita in albi in formato orizzontale (24 x 17cm) che alternavano storie già pubblicate ad altre inedite disegnate principalmente da Lina Buffolente e sempre scritte da Bonelli.